# アントワン・リゴドー
アントワン・リゴドー（Antoine Rigaudeau,-1971年12月17日生まれ- ）は、フランスの元プロバスケットボール選手。1990年代のヨーロッパを代表する選手で、大型ポイントガードの先駆者的存在。皇帝を意味するLe Roi(ル・ロワ)の愛称でコート上に君臨した。フランス国内リーグのLNBは勿論、NBAやスペイン男子プロバスケットボールリーグ1部リーガACB、イタリア男子プロバスケットボールリーグセリエAでプレイした。ペイ・ド・ラ・ロワールメーヌ＝エ＝ロワール県ショレ出身。ポジションはポイントガード。身長201cm、102kg。